# Dietrich Goldschmidt
Hans Dietrich Goldschmidt (* 4. November 1914 in Freiburg im Breisgau; † 20. Mai 1998 in Berlin) war ein deutscher Soziologe und Bildungsforscher.

## Leben
Dietrich Goldschmidt war der Sohn des Historikers Hans Goldschmidt, der 1902 vom Judentum zum Protestantismus konvertiert war, und dessen Ehefrau Sophie. Goldschmidt studierte von 1933 bis 1939 Maschinenbau und Betriebswissenschaft an der Technischen Hochschule Berlin-Charlottenburg. Die Promotion verweigerte ihm die damalige Technische Hochschule mit der Begründung, er sei „Halbjude“. Goldschmidt arbeitete anschließend fünf Jahre lang trotz seiner Qualifikation als Ingenieur in der Stellung eines Fabrikarbeiters bei den Demag-Motorenwerken. 1944 wurde er bis Kriegsende von den Nationalsozialisten in einem Zwangsarbeitslager bei Burg in der Nähe von Magdeburg interniert.

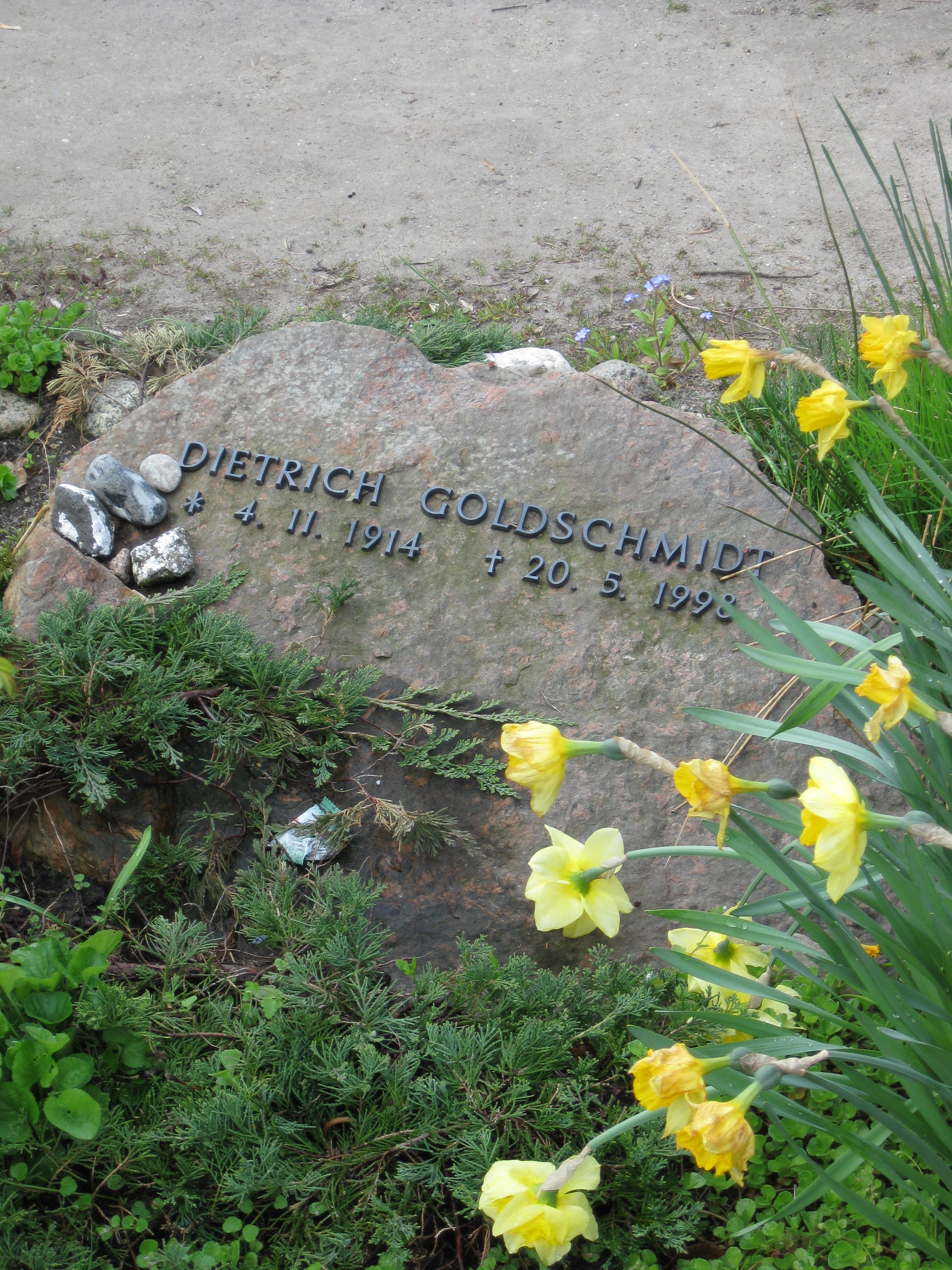
Goldschmidts Grab auf dem St.-Annen-Kirchhof in Berlin-Dahlem

Seine wissenschaftliche Laufbahn als Soziologe und Bildungsforscher begann nach dem Zweiten Weltkrieg. Er wurde Mitherausgeber der Göttinger Universitätszeitung, die 1949 in Deutsche Universitätszeitung umbenannt wurde, und promovierte 1953 am Institut für Soziologie der Universität Göttingen bei Helmuth Plessner mit einer wirtschaftssoziologischen Studie zur britischen Kontroverse um die Nationalisierung der Eisen- und Stahlindustrie. Von 1956 bis 1963 war er Professor für Soziologie an der Pädagogischen Hochschule Berlin. Danach wirkte er bis zu seiner Emeritierung 1982 als Direktor am Max-Planck-Institut für Bildungsforschung in Berlin.
1966 wurde Goldschmidt in den Deutschen Bildungsrat berufen, für den er unter anderem Gutachten zur Weiterentwicklung von Ingenieursschulen zu wissenschaftlich orientierten Fachhochschulen erstellte. 1978 übernahm er zusätzlich den Vorsitz in der Senatskommission der Deutschen Forschungsgemeinschaft für Hochschuldidaktik. Neben seiner Arbeit als Bildungsforscher im engeren Sinne engagierte sich Goldschmidt für die Aufarbeitung der NS-Vergangenheit: Er gehörte dem Kuratorium der 1957 gegründeten Deutsch-Israelischen Studiengruppe an der Freien Universität Berlin an, war für die Aktion Sühnezeichen aktiv, trat für die Versöhnungsarbeit mit den von der Kriegführung Hitler-Deutschlands betroffenen Völkern ein, für die Förderung des Dialogs zwischen Christen und Juden sowie die Unterstützung der sogenannten Entwicklungsländer.
Für seine Leistungen im Bereich der bildungssoziologischen Studien, der Verbindung von Ingenieur- und Sozialwissenschaften, der Bildungsreform sowie der kulturvergleichenden Sozialisations- und internationalen Bildungsforschung verlieh die TU Berlin Goldschmidt im Februar 1998, wenige Monate vor seinem Tode, die Ehrendoktorwürde.

## Schriften (Auswahl)
- Erlebnisse, Tätigkeiten und Erfahrungen an die Jahre 1945 bis 1949, Erinnerungswerkstatt Norderstedt
- Erinnern für die Zukunft – Jahre des Nationalsozialismus, Erinnerungswerkstatt Norderstedt
- Die Eisen- und Stahlindustrie in der Transformation Englands. Eine wirtschaftssoziologische Studie anläßlich des gegenwärtigen Streites in Großbritannien um die Nationalisierung der eisenschaffenden Industrie. Göttingen 1953 (zugleich Dissertation an der Rechts- und staatswissenschaftlichen Fakultät der Universität Göttingen, 14. März 1953), weitere Ausgabe als: Stahl und Staat : Eine wirtschaftssoziologische Untersuchung zum britischen Nationalisierungsexperiment, Stuttgart, Düsseldorf: Ring-Verlag 1956
- mit Hans-Joachim Kraus (Hrsg.): Der ungekündigte Bund. Neue Begegnung von Juden und christlicher Gemeinde. Kreuz-Verlag, Stuttgart / Berlin 1962.
- als Hrsg.: Die nationalsozialistischen Gewaltverbrechen. Geschichte und Gericht. Kreuz-Verlag, Stuttgart / Berlin 1964.
- mit Sibylle Hübner-Funk: Gutachten und Materialien zur Fachhochschule. (= Gutachten und Studien der Bildungskommission, Band 10). Klett, Stuttgart 1974, ISBN 3-12-922920-5.
- mit Ulrich K. Goldsmith (Hrsg.): Herman J. Weigand: Critical probings. Essays in European literature from Wolfram von Eschenbach to Thomas Mann. Lang, Bern / Frankfurt am Main 1982, ISBN 3-261-04921-9.
- als Hrsg.: Forschungsgegenstand Hochschule. Überblick und Trendbericht. Campus, Frankfurt am Main 1984, ISBN 3-593-33392-9.
- als Hrsg.: Frieden mit der Sowjetunion – eine unerledigte Aufgabe. Gütersloher Verlagshaus Haus Mohn, Gütersloh 1989, ISBN 3-579-00582-0.
- Die gesellschaftliche Herausforderung der Universität. Historische Analysen, internationale Vergleiche, globale Perspektiven. Deutscher Studien-Verlag, Weinheim 1991, ISBN 3-89271-210-7.